# もえぎ野 (横浜市)

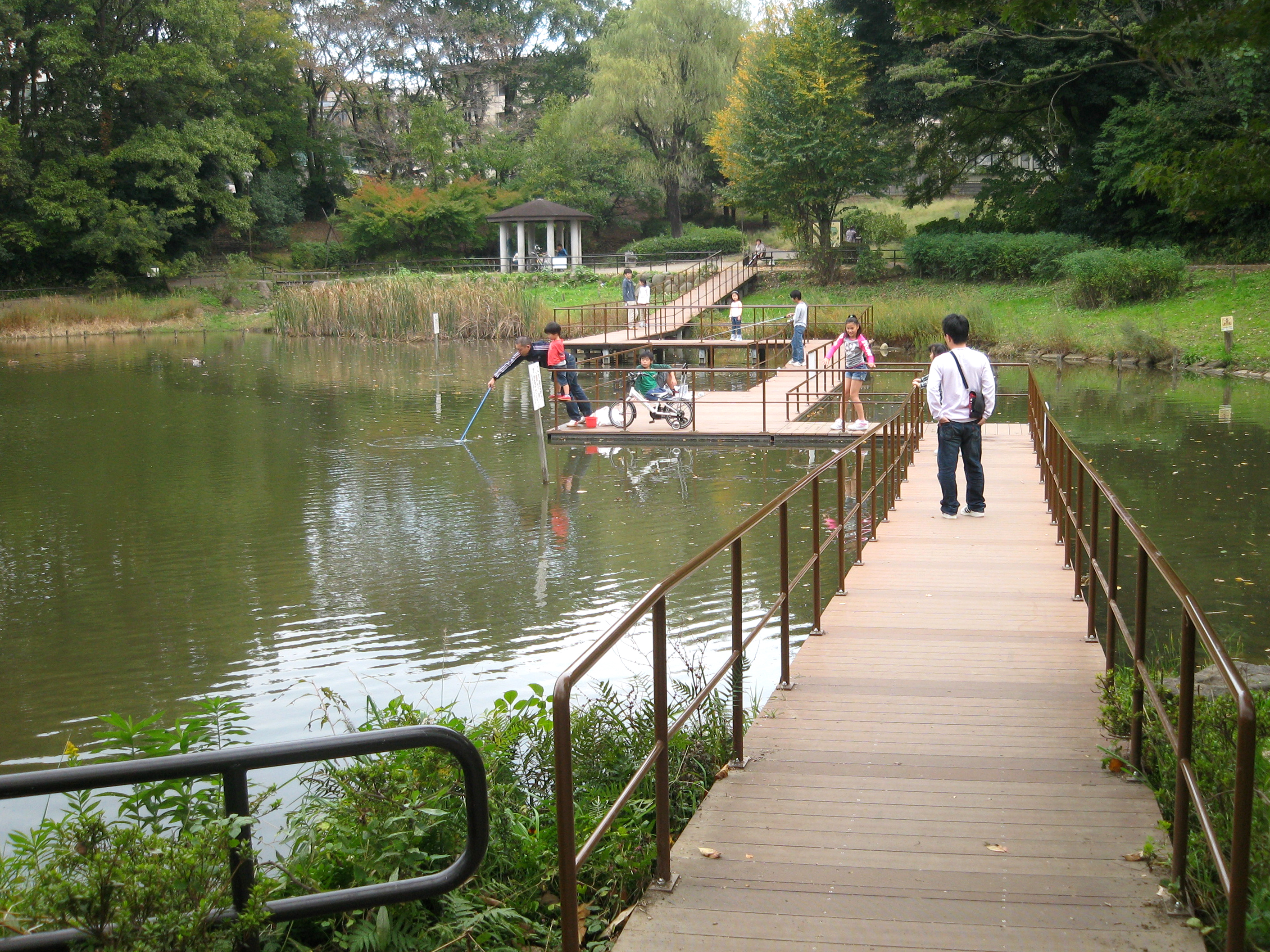
もえぎ野公園

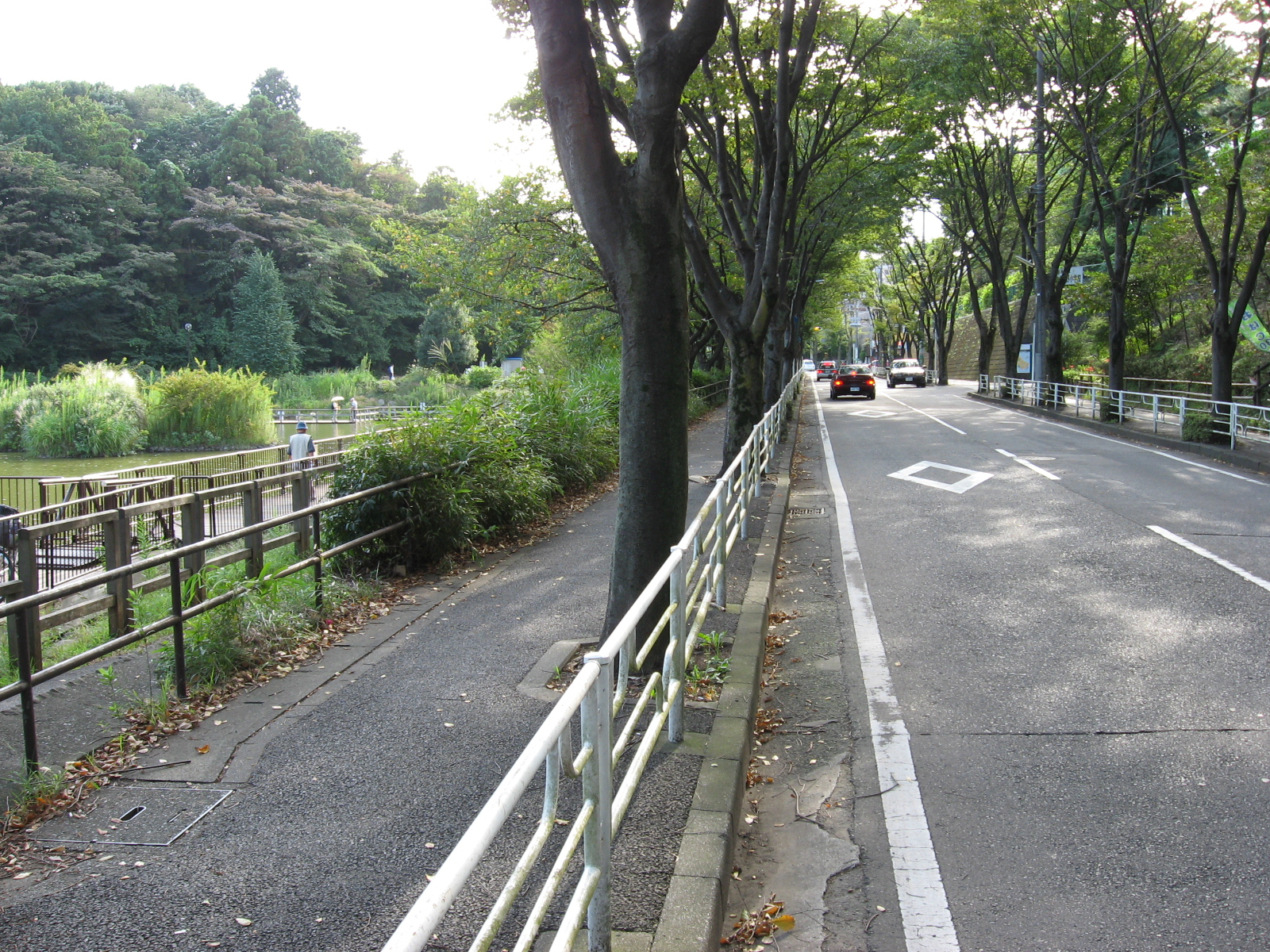
もえぎ野公園付近

もえぎ野（もえぎの）は、神奈川県横浜市青葉区の地名。「丁目」の設定のない単独町名である。住居表示未実施区域。

## 地理
横浜市青葉区南部に位置する。東に柿の木台、西に青葉台、南に藤が丘、北に桜台とみたけ台と接している。

### 地価
住宅地の地価は、2024年（令和7年）1月1日の公示地価によれば、もえぎ野5番19の地点で33万7000円/m²となっている。

## 歴史

### 地名の由来
町名は植物にちなんで「もえぎ野」と名づけられた。

### 沿革
- 1971年（昭和46年）1月15日 - 土地区画整理事業（上谷本第一）[6]に伴い、上谷本町・下谷本町の各一部から横浜市緑区もえぎ野を新設される[7]。
- 1974年（昭和49年）9月26日 - 土地区画整理事業（上谷本第二）[6]に伴い、上谷本町の一部を編入する[8]。
- 1994年（平成6年）11月6日 - 港北区と緑区を再編し、青葉区と都筑区を新設。横浜市青葉区もえぎ野となる[9]。

### 町名の変遷
| 実施後   | 実施年月日                | 実施前（各町名ともその一部） |
| -------- | ------------------------- | ---------------------------- |
| もえぎ野 | 1971年（昭和46年）1月15日 | 上谷本町、下谷本町の各一部   |

## 世帯数と人口
2025年（令和7年）6月30日現在（横浜市発表）の世帯数と人口は以下の通りである。
| 町丁     | 世帯数    | 人口    |
| -------- | --------- | ------- |
| もえぎ野 | 1,734世帯 | 3,657人 |

### 人口の変遷
国勢調査による人口の推移。
| 年                 | 人口  |
| ------------------ | ----- |
| 1995年（平成7年）  | 3,976 |
| 2000年（平成12年） | 3,846 |
| 2005年（平成17年） | 3,876 |
| 2010年（平成22年） | 3,864 |
| 2015年（平成27年） | 3,753 |
| 2020年（令和2年）  | 3,682 |

### 世帯数の変遷
国勢調査による世帯数の推移。
| 年                 | 世帯数 |
| ------------------ | ------ |
| 1995年（平成7年）  | 1,386  |
| 2000年（平成12年） | 1,427  |
| 2005年（平成17年） | 1,529  |
| 2010年（平成22年） | 1,505  |
| 2015年（平成27年） | 1,556  |
| 2020年（令和2年）  | 1,667  |

## 学区
市立小・中学校に通う場合、学区は以下の通りとなる（2024年11月時点）。
| 番地 | 小学校                 | 中学校                 |
| ---- | ---------------------- | ---------------------- |
| 全域 | 横浜市立もえぎ野小学校 | 横浜市立もえぎ野中学校 |

## 事業所
2021年（令和3年）現在の経済センサス調査による事業所数と従業員数は以下の通りである。
| 町丁     | 事業所数 | 従業員数 |
| -------- | -------- | -------- |
| もえぎ野 | 96事業所 | 813人    |

### 事業者数の変遷
経済センサスによる事業所数の推移。
| 年                 | 事業者数 |
| ------------------ | -------- |
| 2016年（平成28年） | 84       |
| 2021年（令和3年）  | 96       |

### 従業員数の変遷
経済センサスによる従業員数の推移。
| 年                 | 従業員数 |
| ------------------ | -------- |
| 2016年（平成28年） | 881      |
| 2021年（令和3年）  | 813      |

## 交通

### 鉄道
町域内に鉄道は通っていない。東急田園都市線藤が丘駅または青葉台駅が最寄駅になる。

### バス
- 東急バス青01

### 道路
- 国道246号

## 施設
- 横浜市立もえぎ野小学校
- 横浜市立もえぎ野中学校
- もえぎ野幼稚園
- もえぎ野公園
- 上谷本第二公園

## 画像

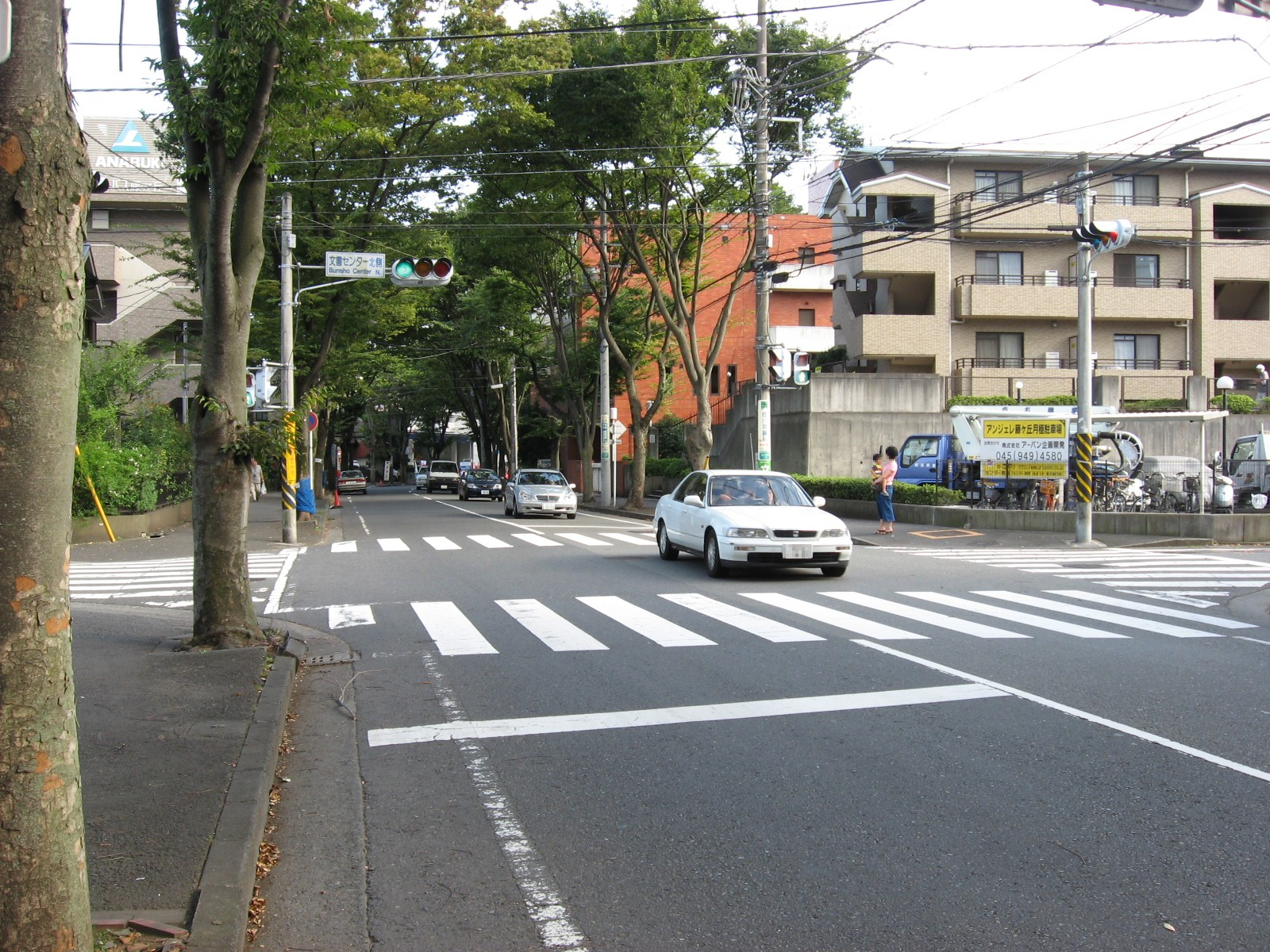
文書センター北交差点
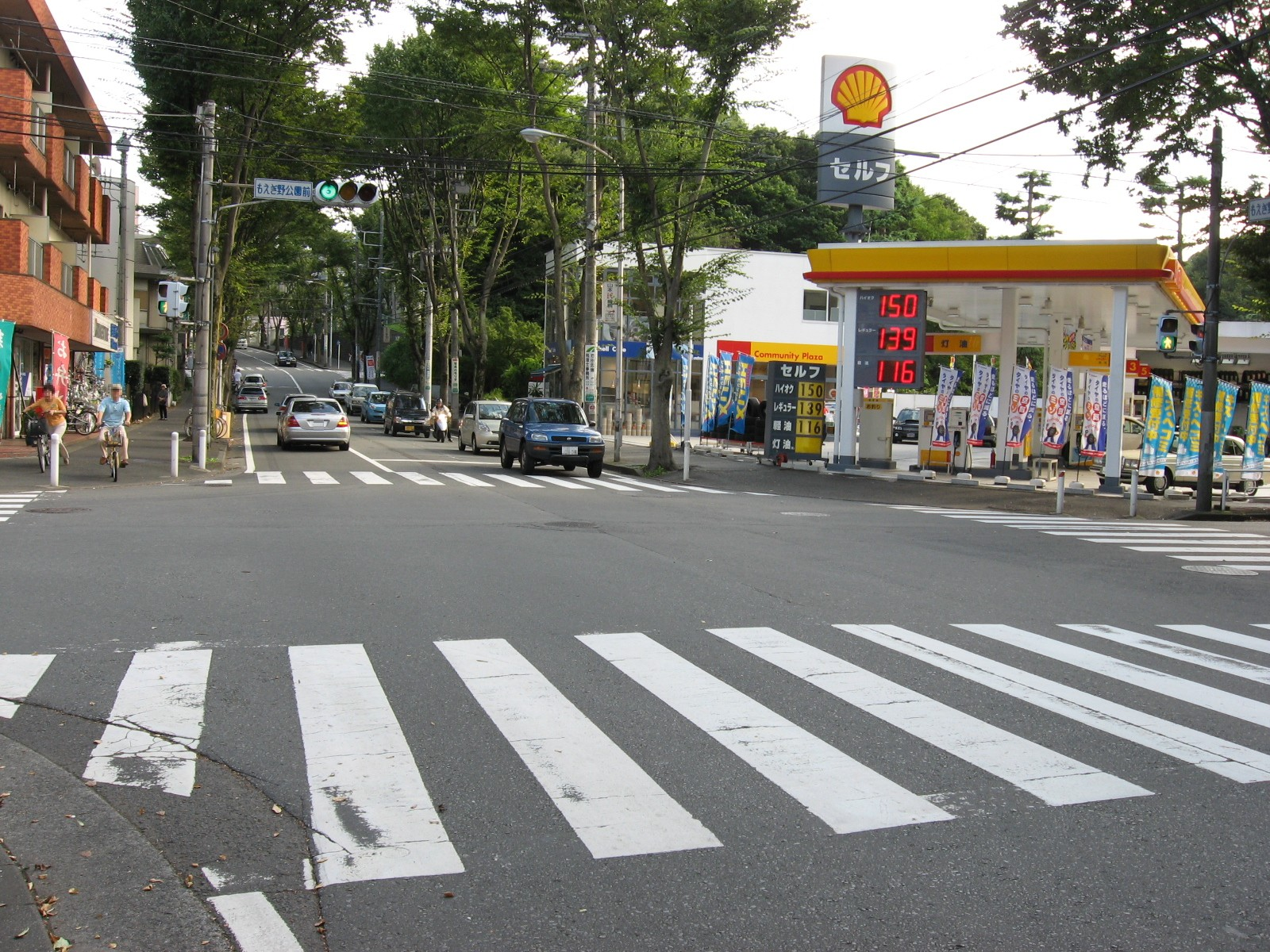
もえぎ野公園前交差点

## その他

### 日本郵便
- 郵便番号 : 227-0044[3]（集配局：青葉郵便局[19]）

### 警察
町内の警察の管轄区域は以下の通りである。
| 番・番地等 | 警察署     | 交番・駐在所   |
| ---------- | ---------- | -------------- |
| 全域       | 青葉警察署 | 藤が丘駅前交番 |